# So long!
《So long!》是AKB48的第30张单曲，于2013年2月20日由國王唱片（キングレコード）发售。

## 概要
廣告標語是「櫻花尚未綻放、我們的春天已順應時節百花齊放」。
標題的「So long!」，是英語的「那麼、再會了！」的意思。
主打曲《So long!》是AKB48第6支以櫻花为主题的單曲。自2006年2月开始，AKB48就发行了以樱花为主题的地下单曲《櫻花的花瓣們》，之后在每年的同时期，组合都惯例发行同一主题的歌曲，包括2008年2月发行的《櫻花的花瓣們2008》，2009年3月发行的《10年櫻》，2010年2月发行的《櫻花印記》，2011年2月发行的《變成櫻花樹》，2012年2月发行的《GIVE ME FIVE!》。然而，本單曲表題曲《So long!》與《GIVE ME FIVE!》同樣，標題中沒有包含「櫻花」的文字。
这张单曲分為Type-A、-K、-B以及劇場盤4種發售。
《So long!》是日本電視台系列3夜連續劇《So long!》的主題曲，同样以樱花为主题的《變成櫻花樹》也曾被被同電視台在2011年播放的劇集《來自櫻花的信 ～AKB48 各自的畢業故事～》启用为主題曲。这首主打曲在2013年1月22日TBS播放的音樂節目《火曜曲！》上初次披露，也是渡邊麻友首次擔任主打曲的中心位置。
A面曲「So Long!」MV的导演是大林宣彦，此MV长達64分鐘，相当于一部大長編音樂電影，大幅超過之前最长的《GIVE ME FIVE!》的34分鐘，也是AKB48史上最長。考慮在音樂節目的播放，也有摘錄了只限於曲子部分的「短版」。演员高嶋政宏、五十嵐 信次郎、左時枝、洞口依子、猪俣南、寺島咲、茂木健一郎亦有出演。MV的取景地在新潟縣長岡市、長岡造形大学、福島縣立保原高等学校等地。
本單曲在由國際唱片業協會、香港电台和香港IFPI唱片协会合办的「2013年第十二届IFPI香港唱片销量大奖」颁奖礼中獲得了「最畅销日语唱片大奖」。

## 版本與收錄內容

### TYPE-A
封面成员名单：大島優子、島崎遥香、渡邊麻友、松井珠理奈、山本彩、高橋南
CD
1. 《So long!》
（作詞：秋元康、作曲：久次米真吾、編曲：野中MASA雄一（日语：野中“まさ”雄一））
NTT DOCOMO《学生折扣“AKB为第一次的告白加油”篇（AKBダケになりました・初めての告白を応援）》的廣告歌曲[12][13][注 3]
  - 自転車協会《BAA（日语：自転車協会認証）“实现”（つくる）篇》广告曲[注 4]
  - AKB48×日本电视台 3夜連続电视剧《So long !》主題歌[14]
2. 《Waiting room》 - Under Girls
（作詞：秋元康、作曲：太田美知彦（日语：太田美知彦）、編曲：若田部誠）
  - U-CAN（日语：ユーキャン）《AKB Challenge You Can“WEB Attention 1”篇》广告曲[注 5]
3. 《Ruby》 - 篠田Team A
（作詞：秋元康、作曲、編曲：KENGO）
4. 《So long!》（off vocal ver.）
5. 《Waiting room》（off vocal ver.）
6. 《Ruby》（off vocal ver.）

DVD
1. 《So long!》The Movie
2. 《Waiting room》Music Video
  - 导演是園田俊郎。拍摄地是群马县吾妻郡高山村的大理石村Lockhart城（日语：大理石村ロックハート城）。
3. 《Ruby》Music Video
  - 导演是。
4. 第2回 AKB48紅白對抗歌合戰 ～總集編～

### TYPE-K
封面成员名单：小嶋陽菜、松井珠理奈、篠田麻里子、板野友美、柏木由紀、松井玲奈
CD
1. 《So long!》
2. 《Waiting room》 - Under Girls
3. 《夕阳玛丽》（夕陽マリー）- 大島Team K 
（作詞：秋元康、作曲：長谷昌子、編曲：島崎貴光（日语：島崎貴光））
4. 《So long!》（off vocal ver.）
5. 《Waiting room》（off vocal ver.）
6. 《夕阳玛丽》（off vocal ver.）

DVD
1. 《So long!》The Movie
2. 《Waiting room》Music Video
3. 《夕阳玛丽》Music Video
  - 导演是清水康彦（日语：清水康彦）。拍摄地是千葉県的九十九里滨。
4. 第2回 AKB48紅白對抗歌合戰 〜紅組精选〜

### TYPE-B
封面成员名单：渡邊美優紀、峯岸南、指原莉乃、横山由依、山本彩、北原里英
CD
1. 《So long!》
2. 《Waiting room》 - Under Girls
3. 《在哪里踩到狗屎了吗?》（そこで犬のうんち踏んじゃうかね?）- 梅田Team B
（作詞：秋元康、作曲：前嶋康明（日语：前嶋康明）、編曲：野中MASA雄一）
  - 光荣特库摩《AKB48之野望》广告曲[15][注 6]
4. 《So long!》（off vocal ver.）
5. 《Waiting room》（off vocal ver.）
6. 《在哪里踩到狗屎了吗?》（ off vocal ver.）

DVD
1. 《So long!》The Movie
2. 《Waiting room》Music Video
3. 《在哪里踩到狗屎了吗?》Music Video
  - 导演是竹石渉。拍摄地是神奈川县内的摄影棚。
4. 第2回 AKB48紅白對抗歌合戰 〜白組精选〜
5. 《Sugar Rush》Music Video

### 劇場盤
1. 《So long!》
2. 《Waiting room》 - Under Girls
3. 《强大的花》（強い花）- 研究生
（作詞：秋元康、作曲：田中俊亮、編曲：野中MASA雄一）
4. 《So long!》（off vocal ver.）
5. 《Waiting room》（off vocal ver.）
6. 《强大的花》（off vocal ver.）

## 歌曲與參與成員

### So long!
參與A面曲《So long!》的成員共有16名，全是來自AKB48、SKE48、NMB48與HKT48各姊妹團體中知名度最高、也是在總選舉中名列前茅的成員：
（Center：渡邊麻友）
- Team A：篠田麻里子、高橋南（高橋みなみ）、渡邊麻友
- Team K：板野友美、大島優子
- Team B：柏木由紀、小嶋陽菜、島崎遥香
- AKB48 研究生：峯岸南（峯岸みなみ）[注 7]
- AKB48 Team A / NMB48 Team N：横山由依
- AKB48 Team K / SKE48 Team S：北原里英、松井珠理奈
- SKE48 Team S：松井玲奈
- NMB48 Team N / AKB48 Team B：渡邊美優紀
- NMB48 Team N：山本彩
- HKT48 Team H：指原莉乃
篠田、板野、柏木、島崎、横山五人继前作《永远的压力》之后继续进入选拔、北原以外其他人都是前前作《UZA》的选拔成员。北原是自《格子花纹》以来6个月重新进入选拔。《UZA》的選抜成员HKT48的宮脇咲良本次未能进入选拔。

### Waiting room
「Under Girls」名義
（Center：川荣李奈、田島芽瑠）
- Team A：入山杏奈、大島涼花、川荣李奈、菊地彩香（菊地あやか）、高橋朱里
- Team K：島田晴香、永尾玛利亚（永尾まりや）
- Team B：大場美奈、加藤玲奈、藤江丽奈（藤江れいな）
- SKE48 Team S：木崎由里亚（木﨑ゆりあ）、菅奈奈子（日语：菅なな子）、須田亚香里
- SKE48 Team E：木本花音、古畑奈和
- NMB48 Team N：山田菜菜
- NMB48 Team M：矢倉楓子
- NMB48 Team BII：薮下柊
- HKT48 Team H：多田愛佳、兒玉遥、宮脇咲良
- HKT48 研究生：田島芽瑠
島田晴与SKE48的菅、古畑、NMB48的矢倉、薮下、HKT48的宮脇、田島是初次入选Under Girls。除了島田晴、宮脇以外的5人除了参加有一百余人合唱的《那一天的风铃》之外、是首次参加AKB48的单曲。須田是《如此波西米亚》以来、菊地、藤江、多田是《你的背影》以来、大場是《不能拥抱你》以来被选为Under Girls的成员。前前作参加Under Girls的岩田華怜、田野優花、武藤十夢、市川美織、竹内美宥与SKE48的向田茉夏这次未能入选。

### Ruby
「篠田TeamA」名義
（Center：渡邊麻友、高橋南）
- Team A：伊豆田莉奈、入山杏奈、岩田華怜、大島涼花、河西智美、川荣李奈、菊地彩香、小林茉里奈、佐藤堇（佐藤すみれ）、篠田麻里子、高橋朱里、高橋南、田野優花、中塚智実、仲俣汐里、仁藤萌乃、松井咲子、森川彩香、渡邊麻友
- AKB48 Team A / NMB48 Team N：小谷里歩、横山由依

### 夕陽玛丽
「大島TeamK」名義
（Center：大島優子、松井珠理奈）
- Team K：秋元才加、阿部玛利亚（阿部マリア）、板野友美、内田真由美、大島優子、倉持明日香、小林香菜、佐藤亞美菜、島田晴香、鈴木紫帆里、近野莉菜、永尾玛利亚、中田千智（中田ちさと）、仲谷明香、藤田奈那、前田亞美、松原夏海、宮崎美穗、武藤十夢
- AKB48 Team K / SKE48 Team S：北原里英、松井珠理奈

### 怎麼會在那裡踩到狗屎？
「梅田TeamB」名義
（Center：柏木由紀、島崎遥香）
- Team B：石田晴香、市川美織、岩佐美咲、梅田彩佳、大場美奈、大家志津香、柏木由紀、片山陽加、加藤玲奈、小嶋菜月、小嶋陽菜、小森美果、島崎遥香、竹内美宥、田名部生来、中村麻里子、名取稚菜、野中美乡、藤江丽奈、山内鈴蘭
- 研究生：峯岸南[注 7]
- SKE48 Team KII / AKB48 Team B：石田安奈
- NMB48 Team N / AKB48 Team B：渡邊美優紀

### 强大的花
「研究生」名義
（Center：小嶋真子）
- 研究生：相笠萌、岩立沙穗、内山奈月、梅田綾乃、大森美優、岡田彩花、冈田奈奈、北澤早紀、小嶋真子、佐佐木優佳里、篠崎彩奈、髙島祐利奈、西野未姫、橋本耀、平田梨奈、前田美月、村山彩希、茂木忍
2月1日降格的峯岸没有参加这首歌的录制。